# Hede Fashion Outlet

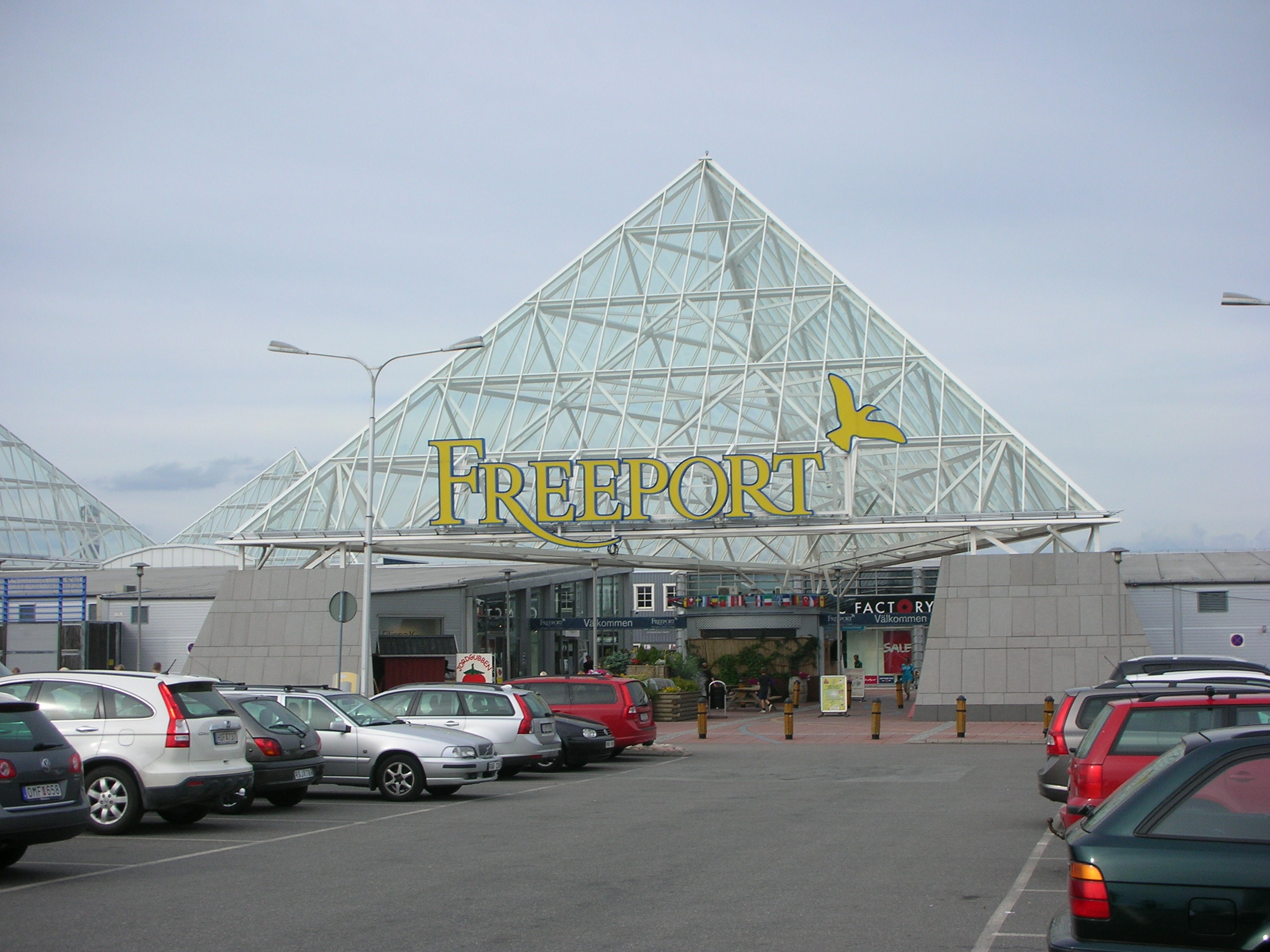
Hede Fashion Outlet med den gamla Freeport-entrén.

Hede Fashion Outlet (tidigare Freeport) är ett köpcentrum i Hede i norra delen av Kungsbacka med 70 varumärkesbutiker. Köpcentrumet invigdes 2001 och hade de första åren engelska ägare; 2014 fick det nya ägare och är nu en del av nederländska VIA Outlets.
Köpcentrumet kan nås bland annat via Hede station, som ligger omkring 400 meters gångväg österut.